# Glumicalyx montanus
Glumicalyx montanus är en flenörtsväxtart som beskrevs av William Philip Hiern. Glumicalyx montanus ingår i släktet Glumicalyx och familjen flenörtsväxter. Inga underarter finns listade i Catalogue of Life.